# Placeres (Pontevedra)
Placeres (Os Praceres en gallego)  es un lugar de la parroquia de Lourizán en el municipio español capitalino de Pontevedra. Fue un importante lugar de recreo y actividad marítima para los pontevedreses durante parte de los siglos XIX y XX.

## Localización
Placeres es una zona costera situada en el municipio de Pontevedra en el litoral sur de la ría de Pontevedra, a 4 kilómetros del casco urbano de la capital pontevedresa y muy cerca del barrio marinero de Estribela. El núcleo está atravesado por las carreteras PO-11 y PO-546 y por la vía férrea para tráfico de mercancías al puerto de Marín-Pontevedra.

## Historia
La primera referencia documental del lugar de Placeres data de 1494, donde aparece en un mapa en el que se representa la "Planta de la villa, arrabal y Ría de Pontevedra" como la punta llamada "Louriçan" donde está una ermita de Nuestra Señora de Quitapesares. Desde la Edad Media, el lugar de Placeres se caracterizaba por la presencia de una barra de arena que dificultaba el acceso al puerto de Pontevedra, convirtiéndola en un punto crítico para la navegación. El faro allí instalado no solo guiaba a los barcos, sino que también marcaba los límites marítimos de Pontevedra. La complejidad del entorno marítimo hizo que el lugar adquiriera una fuerte carga simbólica: los marineros encomendaban sus travesías a la Virgen de Nuestra Señora de los Placeres, con la creencia de que les ayudaba a superar los peligros del paso. Un episodio emblemático fue la imposibilidad de las tropas del corsario Francis Drake de atravesar esta barra, lo que los habitantes interpretaron como una protección divina del lugar frente a las amenazas exteriores.
El topónimo de Placeres evolucionó hacia Nuestra Señora de los Placeres, nombre que en 1745 según el ilustrado Padre Sarmiento podía referirse a los bancos de arena ("plazeres") existentes en la costa, aunque también se interpretó con connotaciones simbólicas o religiosas.
A finales del siglo XIX, Placeres empezó un importante desarrollo. En 1887 Eugenio Montero Ríos donó parte de los terrenos necesarios para la construcción de una nueva iglesia parroquial cerca del banco de arena ante el deterioro de la antigua. La iglesia parroquial de Nuestra Señora de los Placeres fue proyectada por el arquitecto Domingo Sesmero e inaugurada en 1888. A finales del siglo XIX la vida social de Pontevedra durante el verano, animada por turistas y veraneantes, se trasladaba a la playa de Placeres que fue la playa de moda en el período de la Restauración y que estaba unida a la ciudad por tranvía. En 1894 Francisco Álvarez de Nóvoa describía Placeres en su libro Beira o Barbaña como un lugar paradisíaco con nuevas quintas de recreo, hoteles y jardines al borde de la ría de Pontevedra. En 1899 en la aldea de Santa María de Los Placeres, se levantó una casa de baños.
A principios del siglo XX Placeres era ya un importante lugar de recreo de la sociedad pontevedresa. A la derecha de la playa en la punta de O Cabo en el istmo de Placeres se inauguró en 1902 por iniciativa de Eugenio Montero Ríos un Pabellón de Invitados diseñado por el arquitecto Santiago Hernández y construido por Benito Corbal para acoger a invitados y veraneantes. Este pabellón de invitados se transformó poco después en el Gran Hotel de Baños de Mar de Los Placeres. 
En 1918, tras la muerte de Eugenio Montero Ríos en 1914, el Gran Hotel fue donado por su hijo Avelino Montero y su mujer Avelina Villegas a las religiosas del Sagrado Corazón y se convirtió en el Colegio Sagrado Corazón de Placeres, un colegio para señoritas. Ese mismo año 1918, el escritor gallego Castelao escribió en Placeres su cuento Peito de Lobo, incluido en su obra Retrincos.

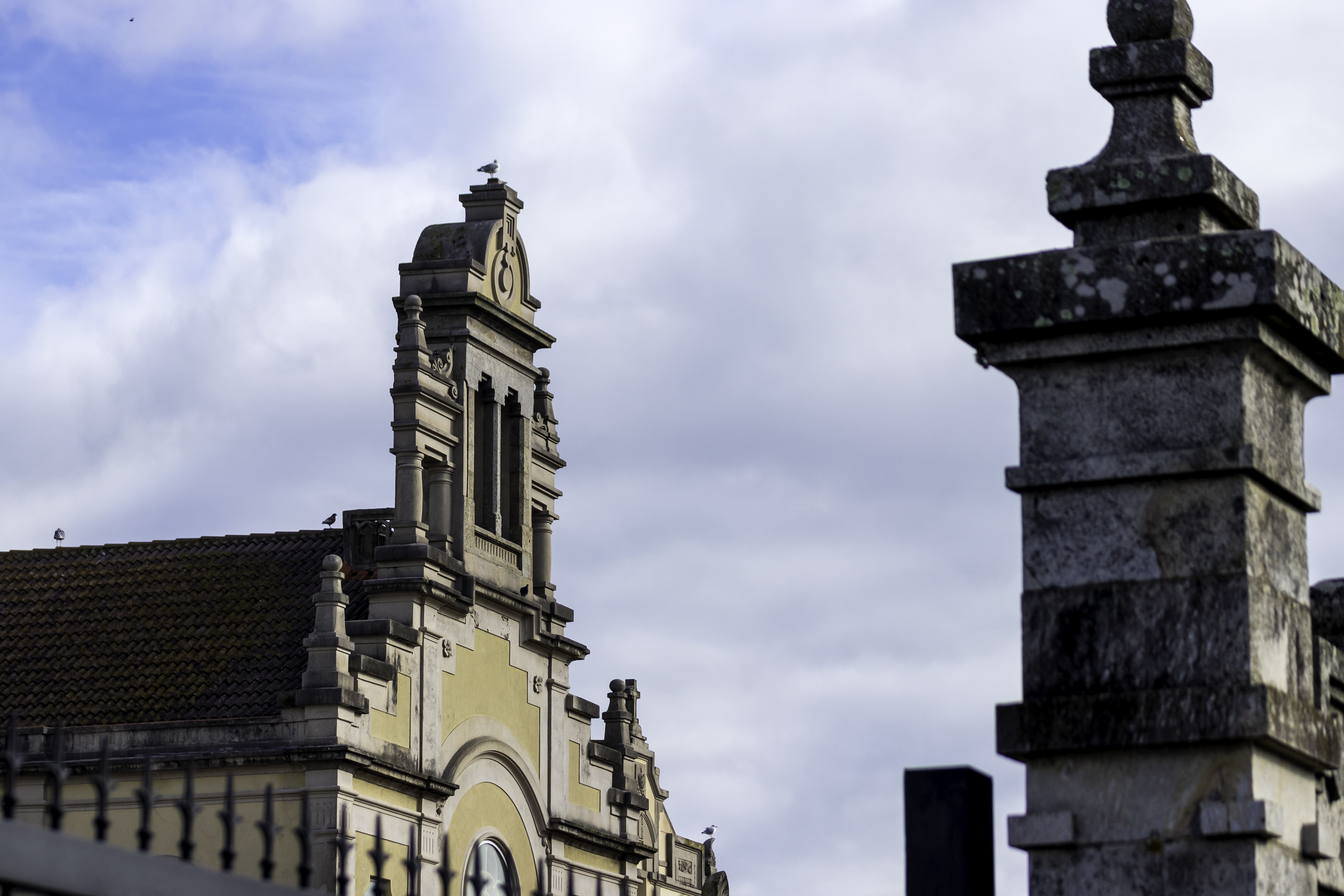
Detalle del edificio del Colegio Sagrado Corazón de Placeres.

En 1929 se construyó una casa de baños en la playa de Los Placeres. En la primavera de 1936 los anuncios de la prensa de Pontevedra se centraban en publicitar para el turismo hoteles, restaurantes, casas de baño y la playa de Placeres, para la que el servicio de tranvía ofertaba bonos de 10 viajes de ida y vuelta a 4,25 pesetas. En la sociedad clasista de la época en verano eran famosos los baños en esta playa. En 1938 se cerró la última casa de baños en la playa.
El 19 de mayo de 1947 se aprobó el proyecto de construcción de una carretera a lo largo de la ría de Pontevedra, entre Pontevedra y Placeres. Las obras de esta carretera, que comenzaron en 1949 y finalizaron en 1955, modificaron totalmente la zona colmatándola con rellenos.
En 1954 Ramón Otero Pedrayo reflejó en su Guía de Galicia, que en dirección a Marín, los arrabales de Pontevedra llegaban hasta Los Placeres. En 1969 se completó la carretera a lo largo de la ría con cuatro carriles de circulación y se inauguró como autovía el 8 de agosto de 1969.
El 10 de julio de 2002 se inauguró el ramal ferroviario que une la estación de Pontevedra con el puerto de Marín-Pontevedra, atravesando la plaza pública de Placeres. Este trazado ferroviario, reactivado tras un siglo de inactividad del proyecto, fue impulsado por la Junta de Galicia y generó desde sus inicios una fuerte oposición vecinal y una gran controversia legal por el paso del tren por la plaza de la Iglesia y por tratarse de un paso a nivel sin barreras en una zona pública.

## Descripción
Según el Instituto Gallego de Estadística Placeres tenía 296 habitantes (139 hombres y 157 mujeres) en 2022.

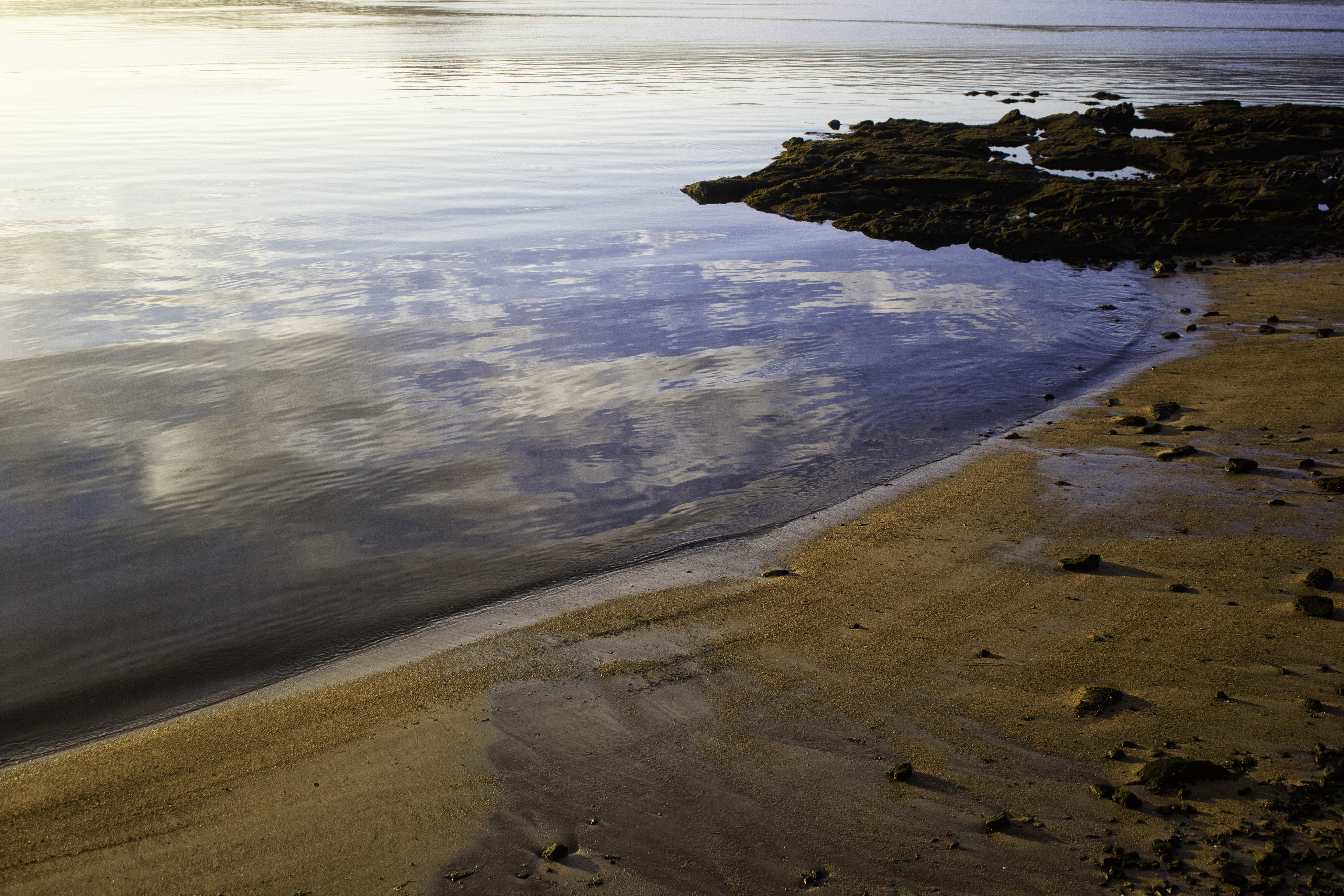
Playa de A Posta.

Placeres fue considerado durante décadas como la playa semiurbana de Pontevedra, atrayendo a centenares de bañistas, paseantes y veraneantes, a la altura de otros destinos de playa como Santander o San Sebastián. Uno de sus espacios más populares fue el arenal de la Posta, donde se construyó una Casa de Baños y un muelle de madera. En las fotografías de la época aparecen bañistas ilustres como el violinista Manuel Quiroga. La zona fue también un foco de vida social y deportiva. En sus aguas se celebraban regatas organizadas por el Real Sport Náutico de los Placeres, promovidas por Avelino Montero Villegas. Esta actividad representaba el dinamismo de la élite social pontevedresa del momento.
Durante el siglo XX, la zona experimentó una fuerte transformación. Parte del arenal de la Posta fue ocupado por infraestructuras portuarias e industriales, como un astillero, lo que lo redujo notablemente y modificó significativamente el paisaje original.
En el núcleo actual de Placeres destaca la iglesia de Nuestra Señora de los Placeres, delante de la plaza de la Iglesia, centro de la vida social del lugar. La capilla original, dedicada a Nuestra Señora de los Placeres, era un importante punto de referencia espiritual para los marineros de A Moureira, barrio marinero de Pontevedra. Era costumbre que, al salir a faenar, las embarcaciones detuviesen su ritmo al pasar frente a la capilla para rezar. La antigua ermita fue sustituida por la actual iglesia parroquial. En el istmo de Placeres también destacan en la actualidad el gran edificio del Centro educativo Plurilingüe Sagrado Corazón de Placeres y la playa de la Posta.